# Forte do Amparo
Pevnost Forte de Nossa Senhora do Amparo leží několik desítek metrů od pobřeží v zálivu Machico na ostrově Madeira.
Byla vybudována roku 1706. Podle nápisu na erbu nad vchodem do pevnosti, řídil její stavbu kapitán Francisco Dias Franco. Pevnosti budované v té době na Madeiře měly chránit vzkvétající města před piráty.
Pevnost má půdorys rovnostranného trojúhelníku – jeden jeho vrchol je směřován k pobřeží. Vzdálenější strana trojúhelníku, rovnoběžná s pobřežím, má uprostřed úzkou bránu nahoře s půlkruhovým obloukem z kamenných kvádrů s barokní nástavbou s erbem.
V souvislosti s portugalskou občanskou válkou (1828–1834) se na Madeiře roku 1828 vylodili Miguelisté. Forte do Amparo se jim podařilo dobýt až jako poslední pevnost na ostrově. Po vyhlášení Portugalské republiky (1910) byla z erbu nad bránou odstraněna korunka. Roku 1940 byla pevnost dekretem přidělena finanční stráži a konečně roku 1993 přešla do vlastnictví madeirské regionální vlády. Dnes v ní sídlí turistická informační kancelář.

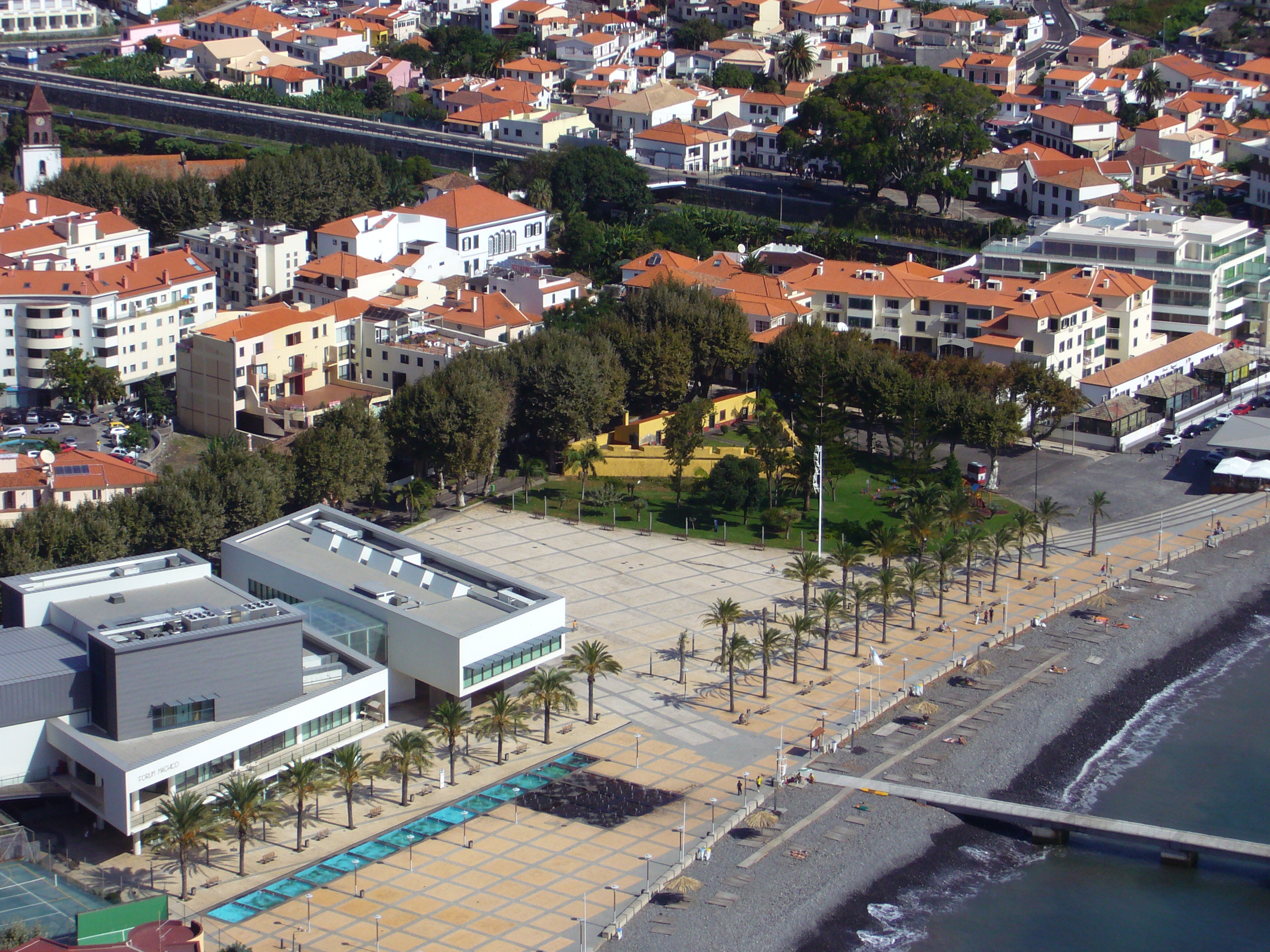
Žlutá trojúhelníková pevnost Amparo